# 日研トータルソーシング
日研トータルソーシング株式会社（にっけんトータルソーシング）は、業務請負、人材派遣、人材紹介等の総合人材サービスを行う製造派遣業界における大手企業。東京都大田区西蒲田にある日研第一ビル内に本社を置く。

## 概要
1981年4月1日に設立。国内の製造メーカーを中心とした製造業界へ、製造アウトソーシング・製造派遣・技術者派遣・一般派遣・人材紹介・紹介予定派遣等の事業を展開している。 製造業界の他には建設業界・医療業界にも派遣を行っている。
2020年に設立40周年を迎え、同年3月に「設立40年特設サイト」を開設。
コーポレートコピーは『あなたと、ともに。』

## 沿革
- 1981年4月1日 - 製造業の構内業務請負を行う会社として日研総業株式会社を設立。
- 1983年3月 - 太田事業所開設
- 1984年10月 - 前橋事業所開設
- 1986年10月 - 甲府事業所開設
- 1987年 - 厚木・浜松・大阪・宇都宮・三島事業所開設
- 1988年 - 福岡・知立・名古屋事業所・川崎分室開設。以降も全国に事業拠点、採用拠点を展開
- 1989年5月 - 事務系派遣を行う「株式会社アビリティーニッケン」を設立
- 1994年11月 - 東京都大田区西蒲田に本社屋完成
- 1996年12月 - 技術者派遣を行う「株式会社アルテクナ」の株式取得、子会社化
- 1999年10月 - 労働者派遣事業の許可取得。人材派遣事業を開始。
- 2001年4月 - 製造アウトソーシングを行う「株式会社日本タクト」を設立
- 2002年12月 - 有料職業紹介事業の許可取得。人材紹介事業を開始。
- 2004年
  - 3月 - 改正労働者派遣法施行に伴い、製造派遣事業を開始。
  - 5月 - 株式会社日研環境サービス設立（2004年11月、障害者雇用促進の特例子会社の認定取得）
  - 10月 - 高崎トレーニングセンター（現・高崎テクノセンター）を開設。※認定職業訓練校
- 2005年
  - 3月 - 東広島テクノセンターを開設。※認定職業訓練校
  - 10月 - 仙台トレーニングセンター（現・仙台テクノセンター）を開設。※認定職業訓練校
- 2006年7月 - プライバシーマークを取得。
- 2007年4月 - 「日研総業健康保険組合」設立（現・日研グループ健康保険組合）
- 2008年3月 - 技術者派遣を行うサンワグループ（サンワ株式会社、株式会社インターテクノ、株式会社テクノセンター）の株式取得、子会社化
- 2011年4月 - 「製造請負優良適正事業者認定制度」の認定取得。環境マネジメントシステム「エコアクション21」を認証登録
- 2014年8月 - タイに合弁会社「Nikken (Thailand) Co., Ltd.(日研タイランド)」設立 (タイのStaffers Recruitment Consultants Co., Ltd.と資本提携)
- 2015年
  - 4月 - 熊本テクノセンター開設　※認定職業訓練校
  - 5月 - 名古屋CAD研修室開設
  - 10月1日 - 日研トータルソーシング株式会社に社名変更[4]。
  - 11月 - 北陸テクノセンター開設　※認定職業訓練校
- 2017年
  - 1月 - 日研タイランドがタイのWorld Asia Solution Co., Ltd.を子会社化
  - 4月 - 横浜テクノセンター開設　※認定職業訓練校
  - 5月 - 東京CAD研修室開設
  - 9月 - 名古屋テクノセンター開設　※認定職業訓練校
- 2018年
  - 3月 - 関西テクノセンター開設　※認定職業訓練校
  - 4月 - 東京技術センター開設
  - 6月 - 大阪技術センター開設
  - 6月 - アルムホールディングス株式会社、アルムメディカルサポート株式会社の株式取得、子会社化
  - 12月 - 経済産業省より「地域未来牽引企業」に選定される
- 2021年4月 - 信州テクノセンター・北上テクノセンター開設
- 2022年2月 - 神奈川県相模原市「GLP ALFALINK相模原」に関東テクノセンターを開設

## 関連会社
- 株式会社アビリティニッケン
- 株式会社アルテクナ
- 株式会社日本タクト
- サンワ株式会社
- 株式会社インターテクノ
- アルムホールディングス株式会社
- アルムメディカルサポート株式会社
- 株式会社日研環境サービス
- Nikken Thailand Co., Ltd.
- World Asia Solution Co.,Ltd.
- Staffers Recruitment Consultants Co., Ltd.
- NIC Global Join Stock Company (ベトナム）